# Rupertia hallii
Rupertia hallii är en ärtväxtart som först beskrevs av Per Axel Rydberg, och fick sitt nu gällande namn av James Walter Grimes. Rupertia hallii ingår i släktet Rupertia och familjen ärtväxter. Inga underarter finns listade i Catalogue of Life.